# Aglossostola diana
Aglossostola diana là một loài bướm đêm trong họ Noctuidae.